# Lypha longicornis
Lypha longicornis är en tvåvingeart som beskrevs av Aldrich 1934. Lypha longicornis ingår i släktet Lypha och familjen parasitflugor. Inga underarter finns listade i Catalogue of Life.